# Ongeronde halfgesloten achterklinker
De ongeronde halfgesloten achterklinker of ongeronde gesloten-mid achterklinker is een klinker (of vocaal) die in het Internationaal Fonetisch Alfabet wordt weergegeven als [ɤ].

## Kenmerken
- Het is een halfgesloten klinker, wat betekent dat de tong zich ongeveer halverwege de articulatie van een gesloten klinker en die van een middenklinker bevindt.
- Het is een achterklinker, wat betekent dat de tong zich zover mogelijk achter in de mond bevindt.
- Het is een ongeronde klinker, wat betekent dat de lippen zijn gespreid.